# Felsőgalla
Felsőgalla (németül: Obergalla) Tatabánya városrésze, a város három fő alapító tagjának egyike. Lakossága a klasszikus településnek kb. 2500 fő. Felsőgalla még a mai napig is megőrizte falu-formáját, jól elkülönülő központtal rendelkezik. A hajdani község sváb gyökerekkel rendelkezik, kéttannyelvű iskolával, nemzetiségi óvodával, művelődési házzal, plébániahivatallal és újsággal büszkélkedhet. Hozzá tartozó gyümölcsös a Bódis-kert.
Itt található a Tatabánya Városi Levéltár, a Városi Könyvtár kihelyezett fiókja, valamint a tatabányai postahivatal.

## Nevének eredete
A Galla név eredetére két magyarázat létezik. Az egyik alapján a település nevében a „galla” szó a magyar Gál személynévből eredeztethető, valószínűleg egyik földbirtokosáról kaphatta  Alsógallával együtt a 13. században. A másik alternatíva szerint a „galla” az eredetileg szláv eredetű galya szóból ered, amelynek jelentése a magyar nyelvben: "hegyi tisztás, erdőtlen, kopár hegy". Utóbbit látszik valószínűsíteni, hogy a települést jegyezték már a történelem során Felsow-Gallya néven is. A felső- előtag magyarázatául szolgálhat, hogy a település a ma szintén Tatabánya részét képező Alsógallához képest a mindkét egykori község területén átfolyó Galla-patak folyásiránya szerint feljebb terül el. A német név a magyar tükörfordítása.

## Fekvése

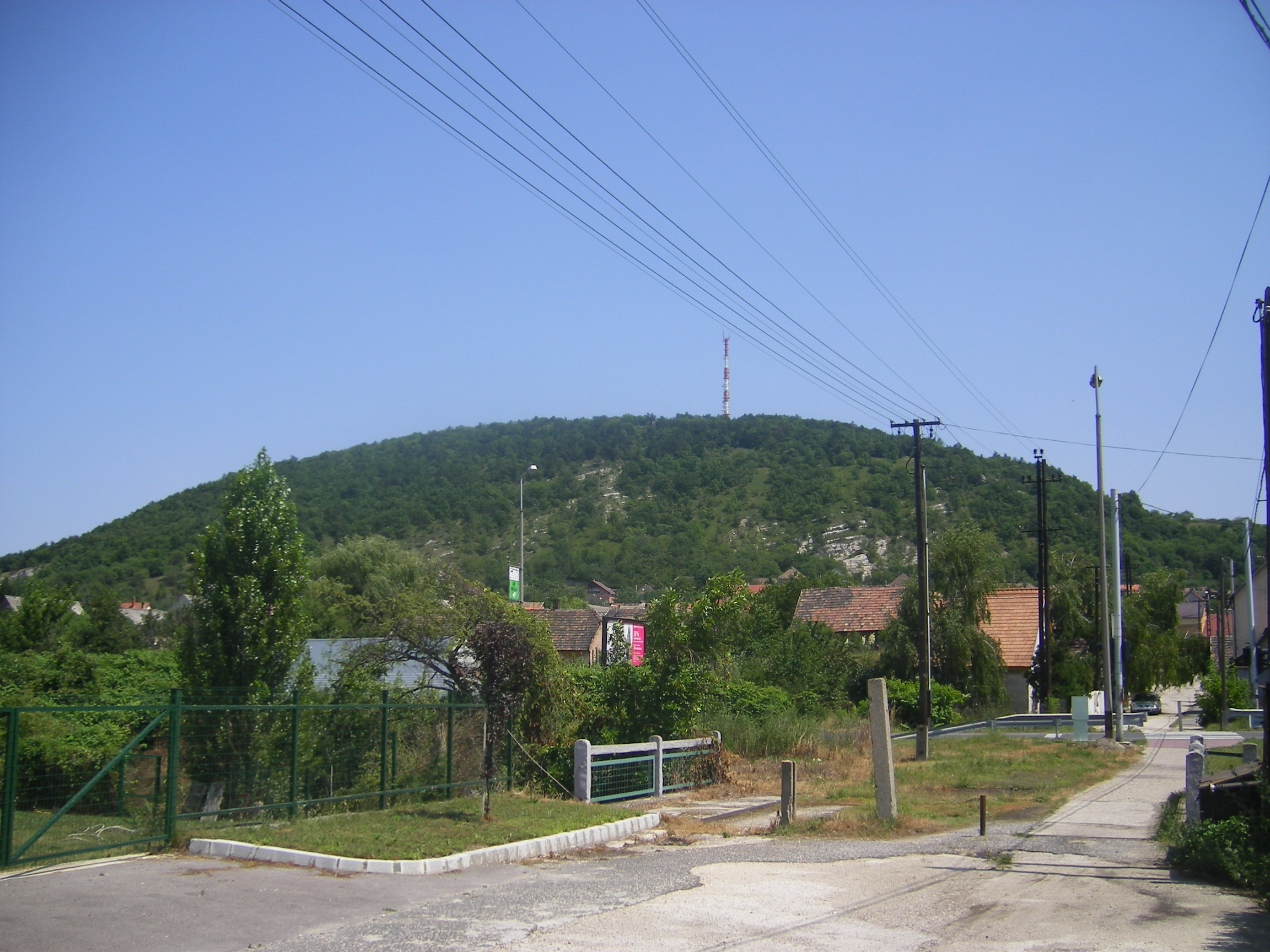
A Kálvária-hegy Felsőgalla felől

Felsőgalla  a Gerecse és a Vértes közt elterülő Bódis- és Kálvária-hegy déli lejtőjére települt. A Tatai-árok a település szomszédságában van, a Vértesben fekvő Csákányospuszta és Körtvélyespuszta is Felsőgallához tartozott. A hajdani falu legnagyobb vízfolyása a Galla-patak, aminek állandó vízhozamát egy vízmű biztosítja. A Névtelen-patak a Piactér sarkánál táplálja. A falu fölé tornyosuló mészkőkúpon, a fenséges Kálvária-hegyen  egy átjátszótorony magaslik, valamint a nemrégiben felújított kápolna áll, a hozzá vezető új keresztúttal. A Bódis-hegy és a Kálvária-hegy nyergét beépítették: Ez a Rózsadomb nevet viseli. A Bódis-hegy legmagasabb kúpján egy víztorony létesült, 302 m-en. A falu fölé magasodó hegyecskékről gyönyörű kilátás nyílik a Vértesre és Tatabánya más részeire. Felsőgalla központja éppen a két hegy közti nyereg lejtőjére épült, itt a kezdődő emelkedőnek még nem sok hatása van.
A városrész legfontosabb közúti megközelítési útvonala az .1-es főút, főutcája pedig az előbbivel lényegében párhuzamosan húzódó a Szent István út. Utóbbi irányából a központban kapaszkodnak felfelé a kisebb, de még mindig fontos utcák: ilyen a Templom utca és a Dobó Katica utca. Néhány sikátor egészen a hegy lábához települt: A Kinizsi Pál utca egyik szakaszán a hegy felőli oldalt függőleges, 30–40 méter magas sziklafal jelenti. A patak másik oldalán (ami egy lapályos rész) is van néhány utca. Nevezetes a már Hatostelephez tartozó Gábor Áron utca, ami történelmi nevén a "Szent János utca" nevet viselte, itt működött a háború előtt számos felsőgallai zsidó üzlete, a boltoktól nyüzsgő utcában zsinagóga is állt, amit a II. világháború előtt, alatt és után leromboltak. Ehhez a részhez sorolandó a Lustig köz és a Feketegyémánt utca is. Felsőgalla északnyugati részén indul az 1-es főútból kiágazva a 8156-os út, Környebánya felé.
Felsőgalla fekvése országos szinten is kivételes. "A legalkalmasabb a környező táj szépségeiben gazdag részeinek a meghódítására" – ahogyan a A Pallas nagy lexikona 1896-ban a kis falut jellemzi.

## Története

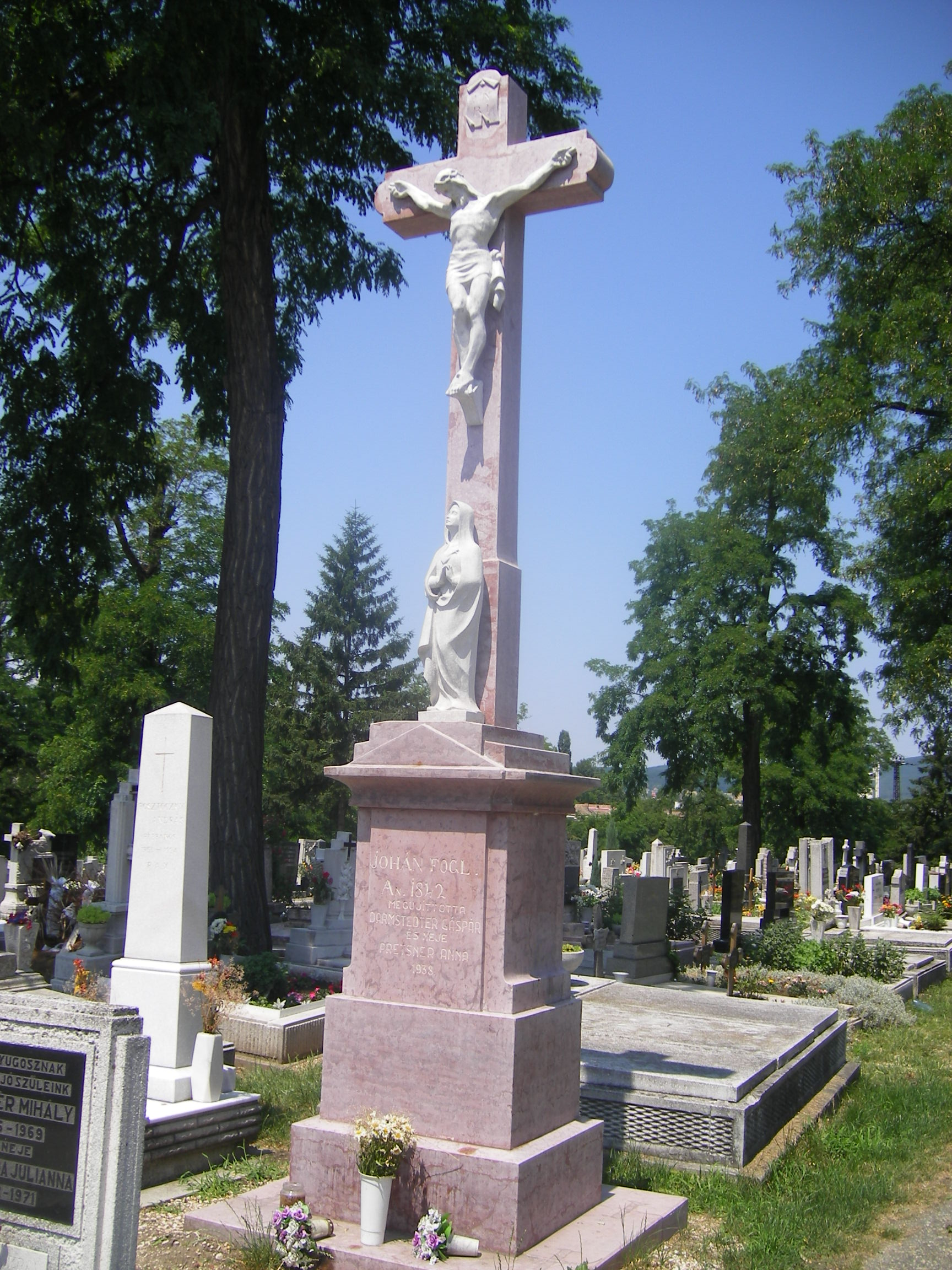
1842-ben állított német feliratú feszület a temetőben

A település első említése a 13. századból való. A török korban – valószínűleg 1529-ben – a magyar lakosságú falu teljesen kihalt. Felsőgallára és Alsógallára, valamint néhány szomszédos településre a 18. század elején – először 1733-ban (ekkor nem egészen százan) – német (és velük együtt zsidó) telepesek érkeztek. A falu lakossága 1792-ben 842 fő volt, közülük mindegyikük német családnevű. A település ekkori elhelyezkedése máig vitatott dolog. Egyes kutatók szerint Alsógallával közösen a mai Mésztelepen, a jelenlegi faluközponttól északra helyezkedett el a közös falu.  A falu kedvező fekvésének köszönhetően jól fejlődött, ugyanis a híres Mészárosok útja éppen a községen haladt keresztül. 1854-ben építette Fogl János a kálvária-hegyi kápolnát és a keresztutat, amihez érdekes legendák fűződnek (lásd még: Falusi legendák). A második világháborúban az épületet lebombázták, a hozzá tartozó keresztút stációi pedig a közeli telepek vandál rombolóinak kitéve nem sokáig maradtak meg a hegyoldalon, a XX. század közepén sokukat megrongálták.
A községet 1884-ben érte el a Budapest-Komárom vasútvonal, ami elősegítette fejlődését. A Rózsadombon található kőkereszt 1894-ből, a faluvégi 1899-ből való. A község lakossága 1891-ben még csak 1299 fő, majd' mindegyikük német és katolikus. 1896-ban már önálló vasútállomása, postahivatala és postatakarékpénztára is volt. 

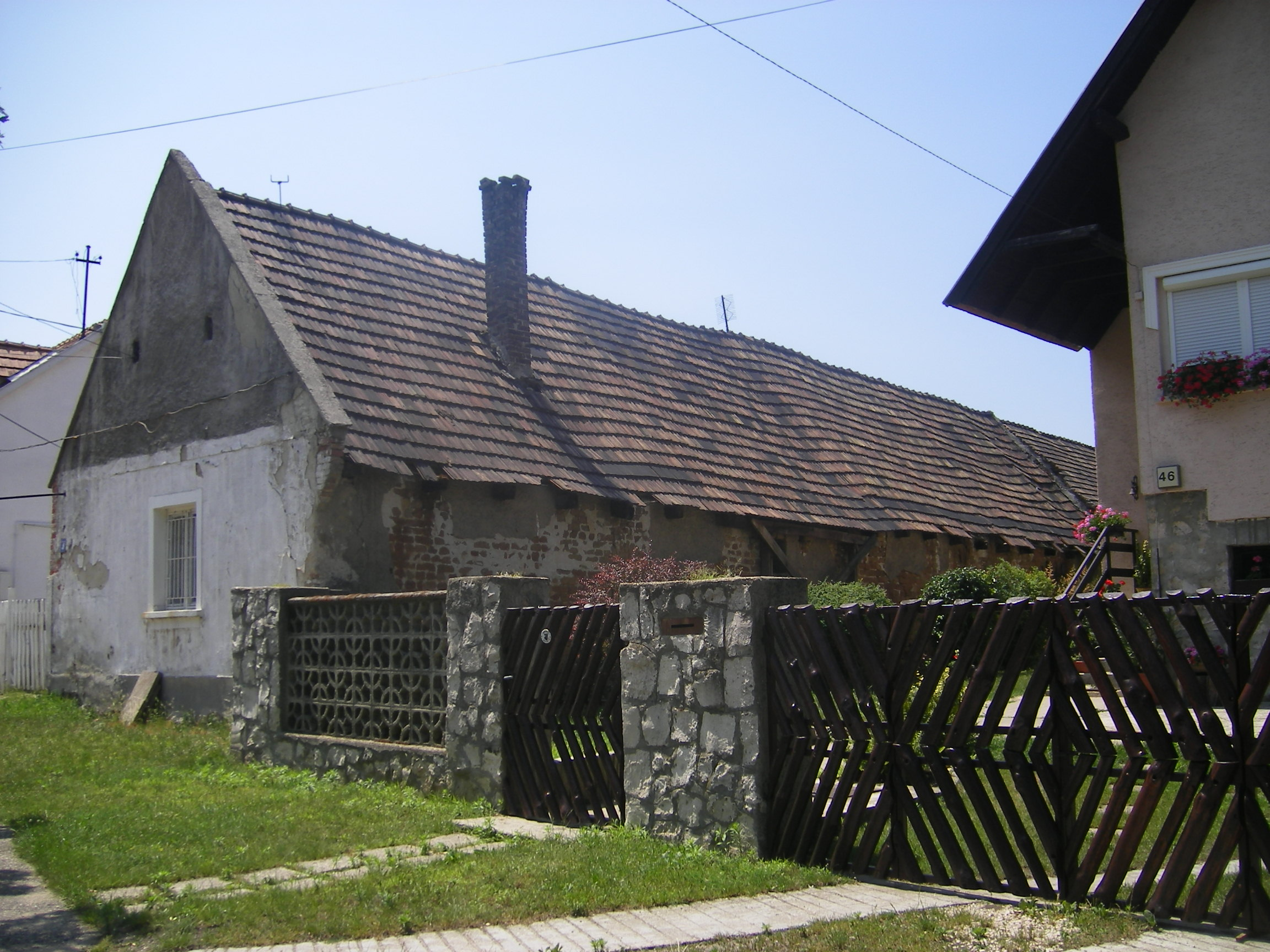
Hagyományos stílusban épült ház Felsőgallán

A településen a legnagyobb fejlődést a bányászat hozta. A századforduló elején építették a két kolóniát: Mésztelepet és a VI-os telepet. Az Ófalu területén is tapasztalható volt a változás. Olyannyira, hogy a háború előtt Felsőgalla a térség egyik legpolgárosodottabb települése, bár ez a minősítés nem annyira a sváb lakosságot érintette. A házak között az újabb (polgári, századeleji) építészeti formák is megjelentek. A fellendülést bizonyítja az is, hogy 1910-ben lakosainak száma már 9563 fő volt, amiből 6347 magyar, 2217 német és 367 szlovák volt, a többiek egyéb nemzetiségi csoporthoz tartoztak. 1947-ben, amikor Tatabánya város kialakult a négy eddigi itt található községből, Felsőgallából, Alsógallából, Tatabánya községből (mai Óváros) és Bánhidából, a település elvesztette autonómiáját. Az összevonás utáni első években Tatabánya központjaként működött, Felsőgallán volt a munkástanács is. Itt verték le 1956-ban - nagy tüntetés közepette - a vörös csillagot az épületről.
A faluban egészen a századfordulóig a német volt a beszélt nyelv. Ezen anyanyelvűek aránya a szinte teljes lakosságból mostanra nagyjából 200 főre csökkent, ebből a legtöbben 60 évesnél idősebbek. A kisebbségi nyelv jelenleg háttérbe szorult, és az egészen biztos kihalás sorsára jutott, mivel az iskolában sem tanítják a sváb dialektust, csupán az irodalmi formának megfelelő Hochdeutschot. A német nyelvet tudók aránya ma már inkább az iskolázottságtól függ, és nem is nemzetiségi kérdés. A svábok száma egyre inkább csökken, ezzel szemben egyre több a betelepülő cigány. Német anyanyelvűek már nem születnek a településen. Az asszimilációt fokozza a német nemzeti öntudat hanyatlása. Többek szerint a helyi sváb kultúra komoly veszélybe kerül a Bódis-hegyre tervezett lakópark által. A beruházásról tartott referendumon mégis a lakópark diadalmaskodott.

## Falusi legendák

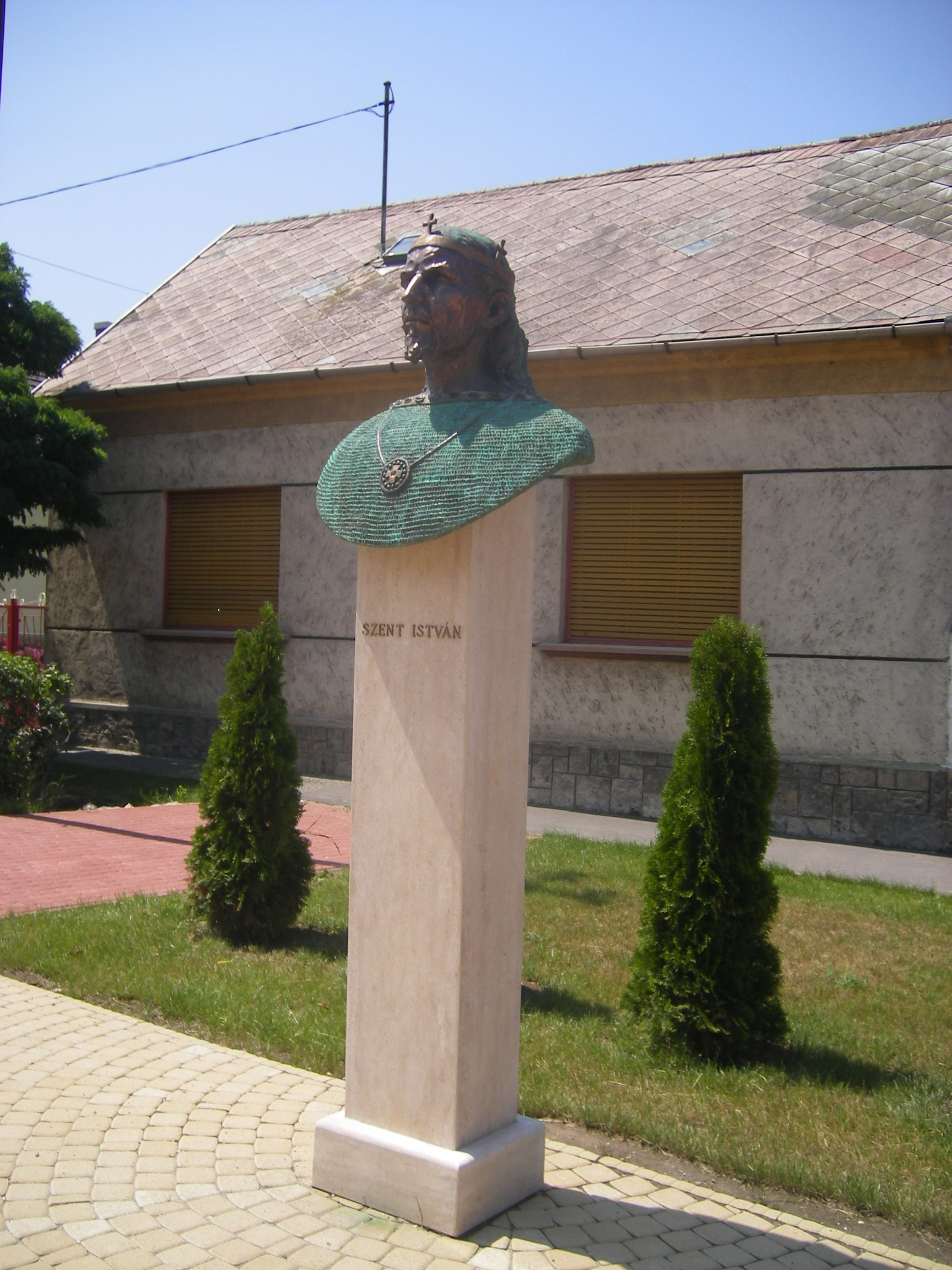
Szent István mellszobra Felsőgallán (Varkoly László szobrászművész alkotása)

A legelterjedtebb felsőgallai legenda a kálvária-hegyi kápolna építéséről keletkezett. Azonban a monda két alakban is ismert. Az általánosabb verzió szerint Fogl János, falubeli lakos esténként fényes csillagot látott a hegyen. Felkereste azt, majd pedig kincseket talált. Hálából az Istennek kápolnát és hozzá tartozó keresztutat építtetett – a kincsekből – a hegyen. A másik változat úgy szól, hogy amikor az 1848-49-es szabadságharcot leverni igyekvő osztrák katonák a faluban áthaladtak, kincseik egy részének megőrzését Fogl Jánosra bízták. Azonban nem jelentkeztek éveken keresztül a becses értékekért, és ebből az új tulajdonos kápolnát építtetett a falunak.

## Kultúra, intézmények

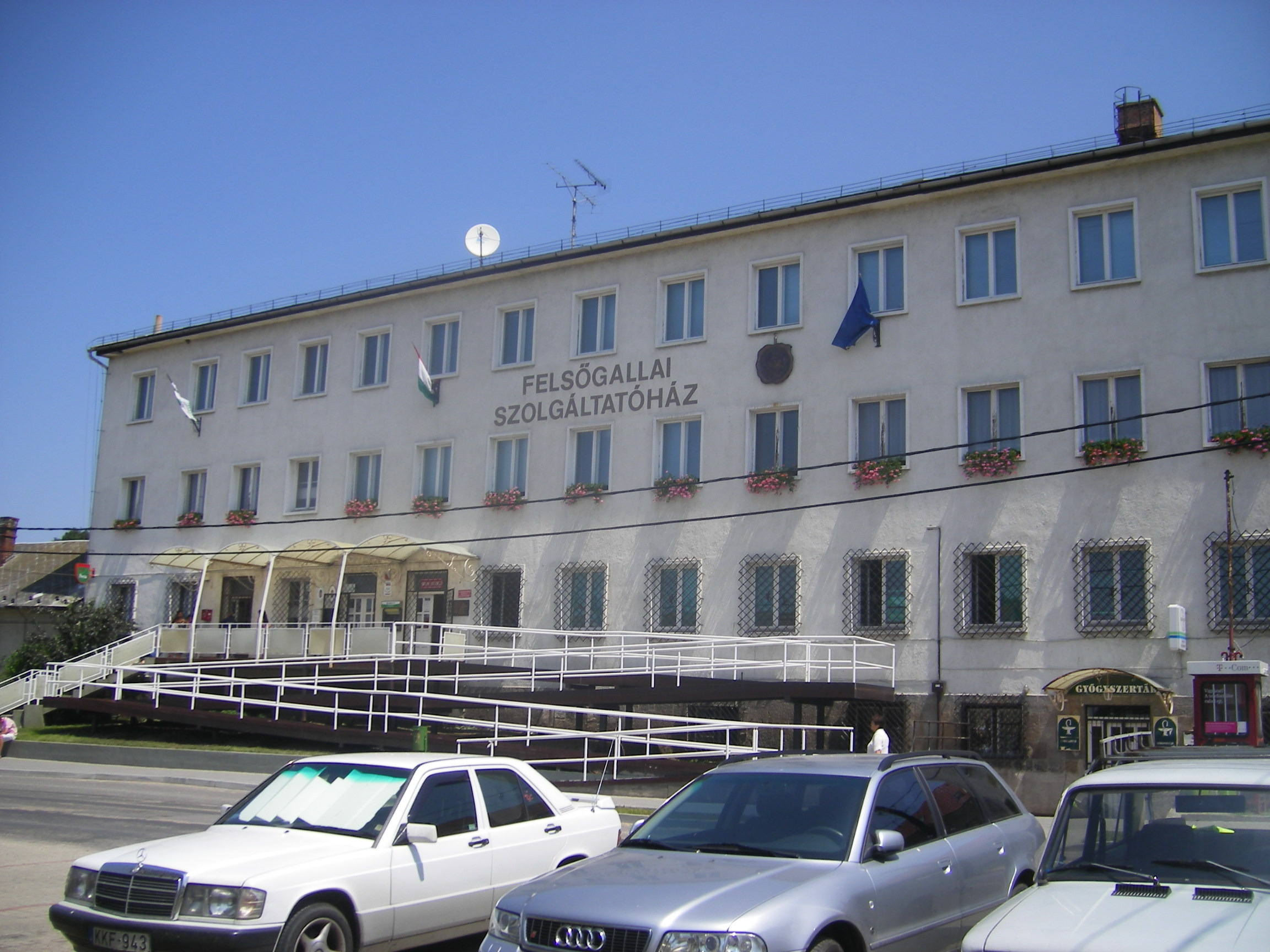
A Felsőgallai Szolgáltatóház

A Széchenyi István Általános Iskola a 2004/2005-ös tanévben ünnepelte fennállásának 125 éves évfordulóját, azonban már több mint 100 évvel korábban, az 1770-es években megkezdődött a tanítás Felsőgallán, a tanító házában. Az iskola három szakaszban épült, a legrégebbi épületet 1880. október 4-én szentelte föl Winkler Ferenc plébános. 24 évvel később emelettel bővült. Az újabb rész 1928-ban készült el. Az iskola 12 osztályába 2004-ben 254 diák járt, 24 tanár tanította őket. Tornacsarnoka, informatikaterme és nyelvi laborja is van.
Igazgató asszony: Schamberger Ágnes
Igazgatóhelyettesek: Szabó Edit, Nagy Elvira Ildikó, Gyulai Zoltán(nyugdíjas)
A faluban található a Felsőgallai Német Nemzetiségi Óvoda, ami az utóbbi években tornateremmel bővült, épületét 2000-ben fel is újították. A tatabányai óvodák közül az egyik legszínvonalasabb, számos kulturális programot szerveznek a gyermekeknek, amit a szülők és a lakosság túlnyomó többsége nagyon pozitívan ítél meg.
A Felsőgallai Szolgáltatóház egykor Tatabánya város városháza volt, innen költözött le Újvárosba a tanács. Az épületben a szocializmusban a Munkásőrség kapott helyet. 1956-ban, nagy tüntetés közepette, a helyi lakosság leverte róla a vörös csillagot. Most ott található a posta, a gyógyszertár, az orvosi rendelő és további közszolgáltatások, mint a levéltár, vagy a könyvtár.
A Széchenyi István Művelődési Ház számos kulturális programot szervez a falusiaknak. Itt működik – többek között – az 1991-ben alapított Felsőgallai Baráti Kör is.

## Nevezetességei

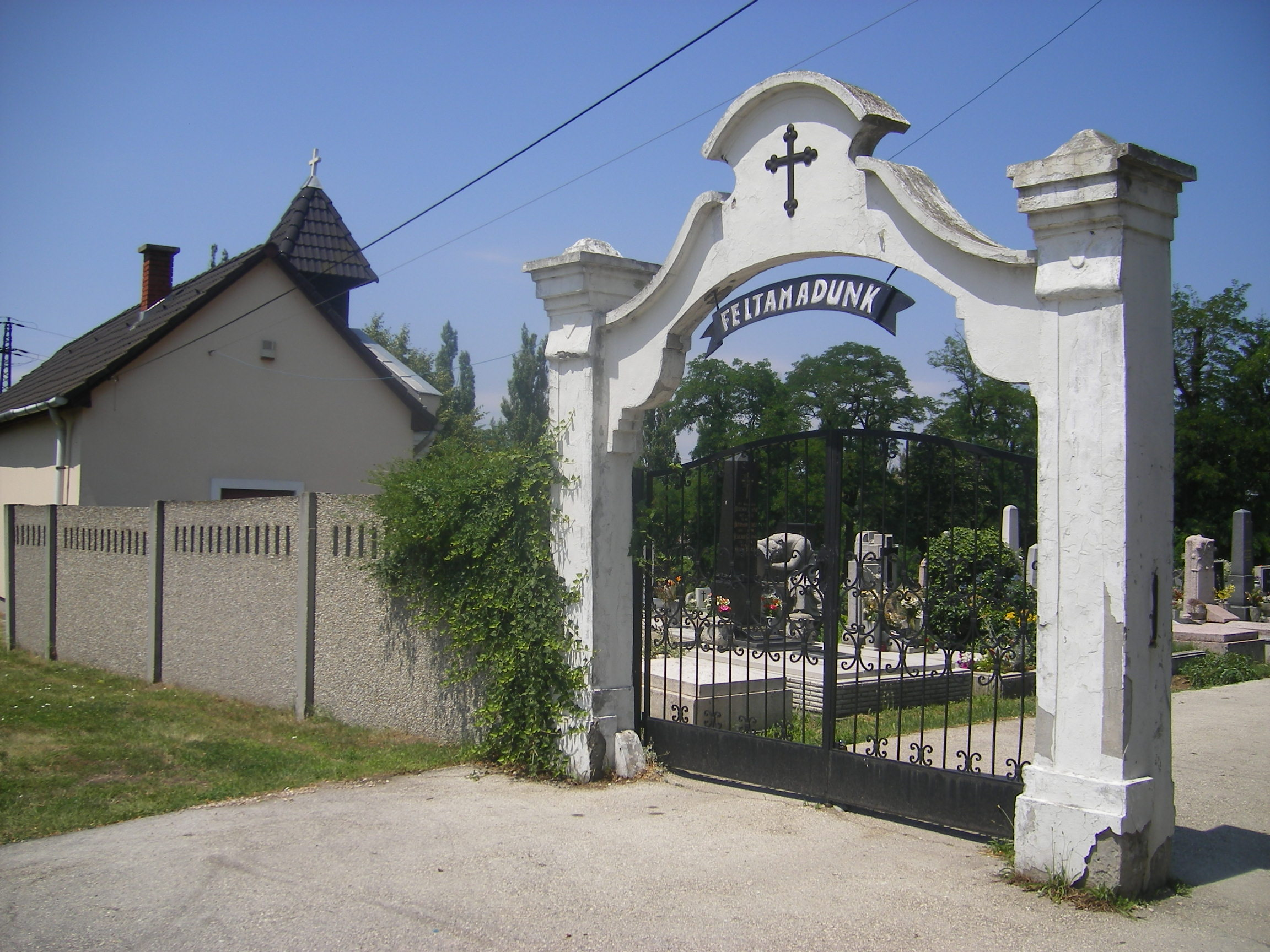
A temető kapuja

A római katolikus templom 1794-1798 között épült, nemrég tatarozták a hozzá tartozó sekrestyével együtt. A késő barokk stílusban emelt épület tornya közel 30 m magasra kúszik fel, a templomnak korábban három harangja is volt; a nagyharang az általános, a középharangot az oroszok a második világháborúban magukkal vitték, a lélekharang pedig a falubeliek e világbóli távozását tudatja a lakókkal. Az egyhajós templom oltára nagyon díszes, számos szobor díszíti az épületet. Orgonája egyedülállónak számít a térségben.
A Fellner Jakab által tervezett plébánia – bár nem túl látványos, inkább praktikus – műemlékvédelem alatt áll.
A Széchenyi István Általános Iskola alsó tagozatos épülete már 1880-ban állt. 

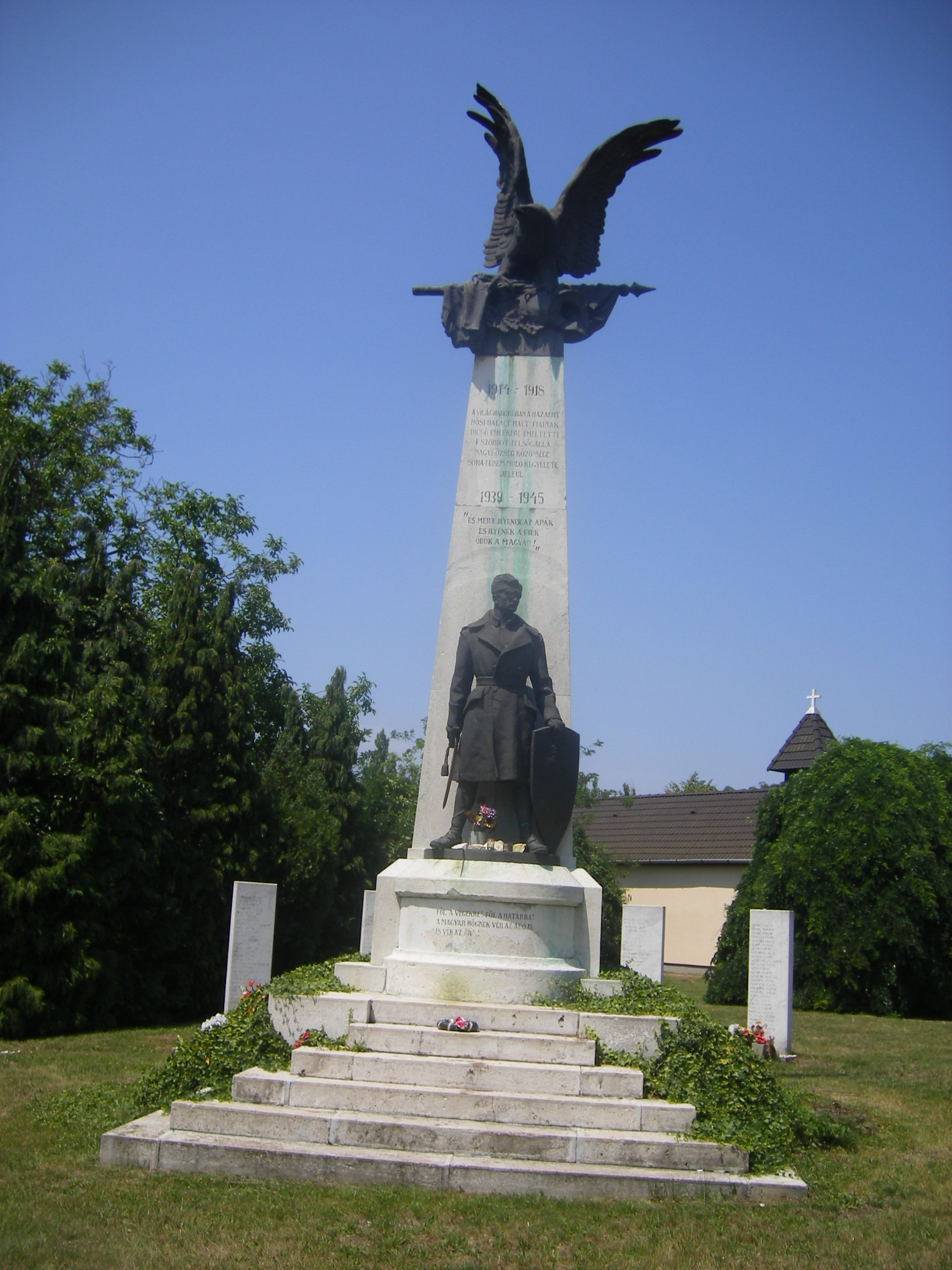
Világháborús emlékmű a Szabadság téren

Állóvize is van a falunak. A központ alatti völgyben, a patak hídja után, az 1-es számú műút mellett található a Kékes-tó, ami eredetileg a mesterséges bányaiszapoló volt; itt horgászegyesület is működik. A horgászjegy nem drága, a tóban hal alig akad, az is főként a nem sokra tartott, bár füstölve igen ízletes törpeharcsa. A tó délnyugati részén a nyílt víztükörrel majdnem azonos méretű mocsárvidék húzódik, amiben számos madárfaj fészkel, a terület élővilága kiemelkedő. találkozhatunk vadkacsákkal, siklókkal, az éjszakai órákban baglyokkal és vidrákkal. A tó vizét a Galla-patakon keresztül öblítik, de egy másik patak is táplálja. Melléktava a mára teljesen elmocsarasodott, pár négyzetméteres nyílt víztükörrel rendelkező Kis-Kékes-tó, ami hasonló eredetű.
Természeti jelentősége van a Csákányospusztán található Mária-szakadéknak, annak a kb. fél km hosszú áttöréses völgynek, amit az egykor nagy víztömeget szállító Csákány-patak mosott ki. Nevezetes az ott magasló Nagy-Csákány-hegy, ami az egész Vértes legmagasabb pontja. A körtvélyesi erdőkben hatalmas szarvascsordákkal, őzekkel, vaddisznókkal találkozhat a jó szemű kiránduló.
Természeti látványosság a Csákány-pataknak a falutól délre fekvő szurdokvölgye. Megközelítése nem ajánlatos, ugyanis a Bécs-Budapest vasútvonal is itt tör magának utat. A szurdokban található a legnagyobb magasságú felsőgallai vasúti híd, ami a Csákány-patakon ível át. Hossza 20 m, mélysége – becslések szerint – 30 m-nél is nagyobb. A völgyhídon és közelében számos felelőtlenül elkalandozó gyermek veszítette életét, ugyanis a tévhit szerint a Felsőgallára bekötött egyvágányos vasutat – ahol a híd is van – már használaton kívül helyezte a MÁV, de ez nem igaz.
Felsőgallán, a Szabadság téren mesterfát állítottak az ezredfordulón. Azóta ezen a füvesített helyen megpihenhet a falu valamennyi lakója.
A római katolikus temető ravatalozóját nemrégiben újították fel, a Szabadság tér ide eső részén 1995-ben renoválták a második világháborús hősök emlékművét.
Csákányospusztához hasonlóan Körtvélyespuszta is üdülőhely. A hegyi szórvány legnagyobb nevezetessége a felújított kápolna, amit 2004-ben szenteltek fel.

## Bódis-hegyi ősfenyves

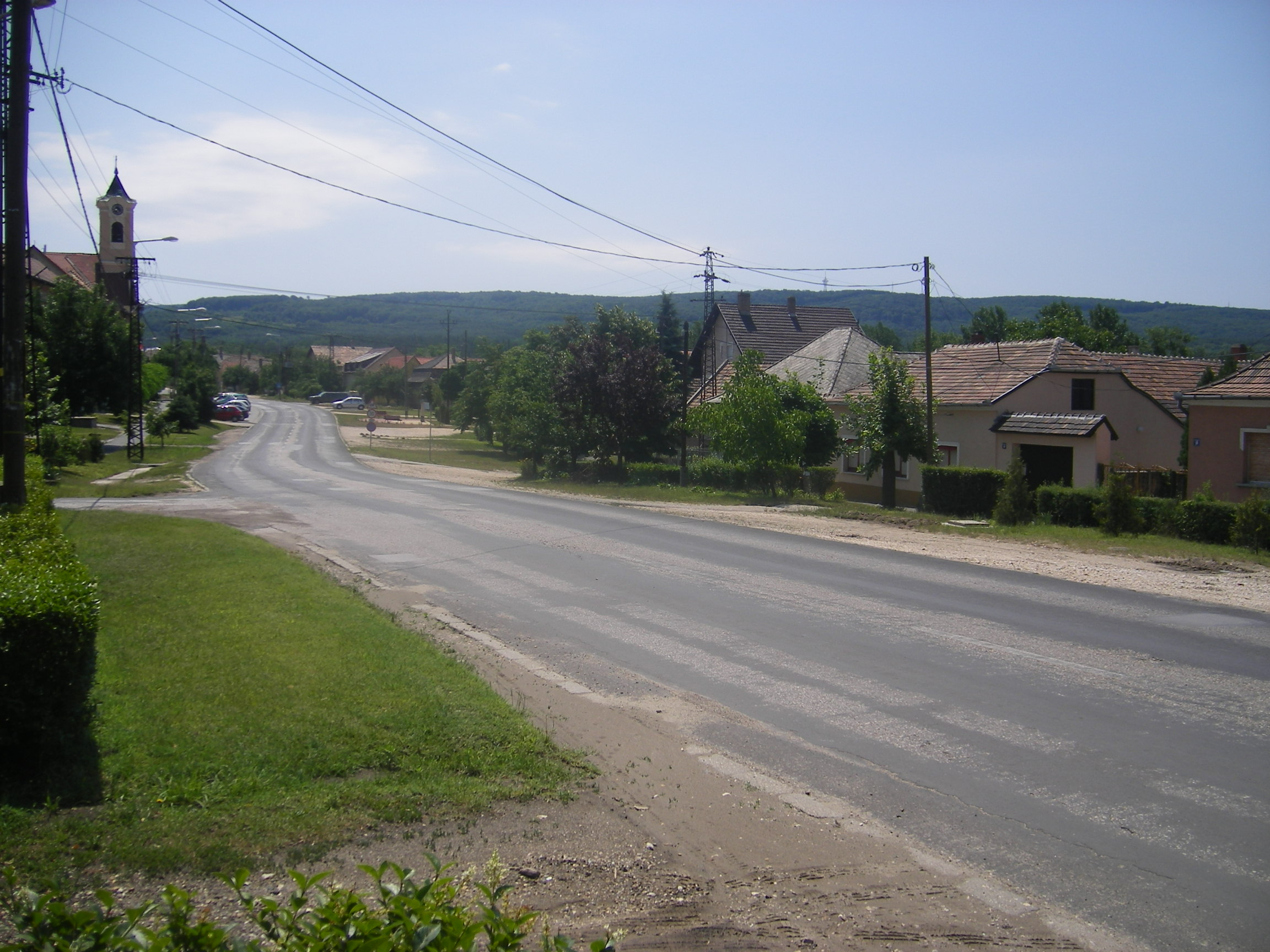
Felsőgalla főutcája, a Szent István utca

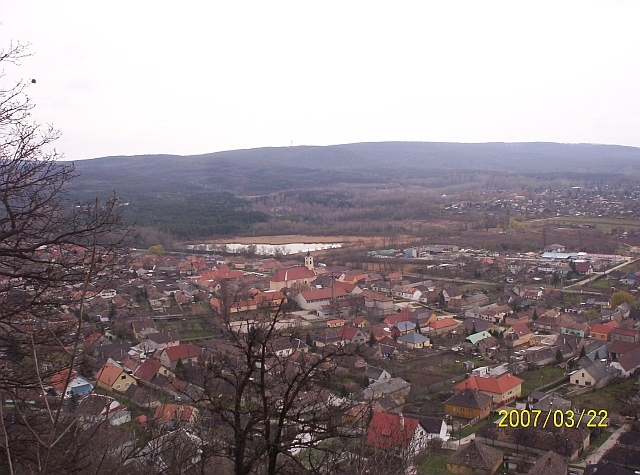
Felsőgalla látképe a Kálvária-hegyről

Helyi természeti kincs a Felsőgalla fölé emelkedő hegyeken még előforduló, idős fenyőkből álló szórvány. A fák többsége eléggé idős, egyesek még Mária Terézia idejéből maradtak fenn, de van megújuló generáció is. Fajtájuk szerint, a legtöbb feketefenyő a Bódis-hegyen található (három tömbben), de szórványosan (tömbben és a körül) a Kálvária-hegyen is előfordul 20-30-as facsoportokban. A Bódis- és Kálvária-hegyen található fák ültetését a hagyomány szerint Mária Terézia rendelte el. Ezt valószínűsíti, hogy az ő korában született az az erdőgazdasági elképzelés, amely támogatta a Budai-hegység és környékén a feketefenyők ültetését. 
A fenyőfák elterjedési területe 20%-a a réginek. A falu déli részén megmaradt pár fa is azt bizonyítja, hogy egykor ott is fenyves húzódott.
A fenyőfák az ezredforduló körül bekövetkezett nyári aszályok következtében száradásnak indultak, de az utóbbi évek csapadékjának köszönhetően újra zöldelltek. Egyes fák sajnos elpusztultak a 2012-es aszályban. A nagyobb problémát mégis elhordásuk jelenti. Nem is annyira tüzelőnek, hanem  töménytelen mennyiségben karácsonyfának lopják el, az amúgy is ritka fiatal példányok lombkoronáját. A fák védelmét az is nehezíti, hogy a fenyőfáknak az 1/4-e magántulajdonban van. Az öreg fák közül nem ritkák a fél méter átmérőjűek, egyesek akár 15-20 méter magasra megnőhetnek, az átlag magasság 10 m körül alakul. Az ősfenyves szépségét a fák göcsörtössége adja. A fiatal fák aránya egy folton kimondottan biztató, egész hegyoldalnyi részt foglalnak el, ám a többi területen vélhetőleg nincsenek utódok. A tájidegen fenyők már sehol sem alkotnak összefüggő erdőséget.

### Lakópark
A felsőgallai ősfenyves 2007 tavaszán ismét nagy veszélynek nézett elébe. Egy holland befektető felvásárolta a Bódis-hegyet, és a területen lakóparkot szándékozott, a hírek szerint a globális felmelegedés miatt veszélybe kerülő holland családoknak építeni. A 400 lakóház – amelyek többsége társasház – nemcsak az egzisztenciális és etnikai összetétel javulását vonná magával, hanem a természetvédelem terén vitatható hasznosságú jelenség. Többen nehezményezték az elképzelést, valószínűleg az ősfenyves fáinak többsége nem maradhatna épségben. (Bővebben: Bódis-hegy)

## Bódis-kert
A Bódis-kert(ek) pár telekből álló, főként önkormányzati tulajdonban levő gyümölcsös Felsőgalla határában, a Galla-patak partján. A  20. század második felében parcellázták csak fel, de már korábban is művelte a felsőgallai sváb lakosság. Nevét a kertek felett emelkedő Bódis-hegyről kapta, a német név, Bodischgarten (népiesen: Podischkhoatn), a magyar tükörfordítása.

## Turizmus
Felsőgallát egyre több turista látogatja, jelentős részük az erdőket keresi fel, sokuk Csákányos- és Körtvélyespusztát, többségük a város más részeiről vagy Budapestről érkezik. A műemlékeket jóval kevesebben látogatják a természeti kincseknél. Az utóbbi időben nagy szerepet játszik az idegenforgalomban a Bódis-hegy is, a legtöbb turista a Nagy-mezőre, a sportpálya környékére és az Ősfenyvesbe látogat el. Itt érdemes megemlíteni a megyei és budapesti tanulócsoportok nagyszámú megjelenését is.